# Prah (glasbena skupina)
Prah je bila slovenska glasbena skupina, ki je delovala med letoma 1975 in 1981. Igrali so pop.
Njihove največje uspešnice so Sava šumi, Sezona senc in Halo Nataša.
Nastopali so na Slovenski popevki in festivalu Melodije morja in sonca.

## Zasedba 1975 - 1980
- Dominik Trobentar - vokal, bas, solo kitara
- Edo Sušnik - vokal, solo kitara
- Miha Kralj - vokal, klaviature
- Milan Hribar - vokal, bas kitara
- Miro Čekeliš - vokal, bobni, drums-tolkala
- Tomo Jurak - vokal, bas kitara

## Zasedba 1980 - 1981
- Dare Petrič - solo kitara
- Jože Šraj - bobni
- Miha Kralj - vokal, klaviature
- Peter Kunaver - vokal
- Peter Močnik - bas kitara

## Nastopi na glasbenih festivalih

### Melodije morja in sonca
- 1979: Pesem starega pirata - nagrada strokovne žirije za najboljši aranžma
- 1980: Žrelo - 3. nagrada občinstva
- 1982: Marina